# Cầy mangut sọc rộng
Cầy cáo sọc rộng là một loài động vật có vú trong họ Eupleridae, bộ Ăn thịt. Loài này được Gmelin mô tả năm 1788. Đây là loài động vật ăn thịt đặc hữu của Madagaxca.

## Mô tả
Cầy mangut sọc rộng là loài động vật nhanh nhẹn, có kích thước từ nhỏ đến trung bình. Chúng có đôi chân ngắn và cái đuôi dài rậm rạp, cái đầu dài, nhỏ và cái mõm nhọn. Bàn chân có móng vuốt dài hơn so với các loài cầy khác.
Cầy mangut sọc rộng có đặc trưng bởi lớp lông màu xám be phủ tận đến dưới bụng. Trên cơ thể của chúng có khoảng năm sọc rộng màu nâu hoặc đen dọc theo cơ thể. Đỉnh đầu có màu đậm hơn má, cằm và cổ họng. Đặc biệt là đuôi có màu trắng kem. Tai nhỏ và được bao phủ bởi lông ngắn, mịn.
Khối lượng của Cầy mangut sọc rộng từ 380 đến 800 gram, trung bình là 605 gram. Chiều dài đầu và thân là 320–340 mm và chiều dài đuôi là 280–300 mm. Con cái có hơi nhỏ hơn và nhẹ hơn so với con đực.

## Phân bố và lối sống
Cầy mangut sọc rộng chỉ được tìm thấy trong rừng nhiệt đới phía đông của Madagascar, ở độ cao 440 m đến 1500 m so với mực nước biển, từ rừng thấp cho tới rừng trên núi. Phạm vi phân bố của chúng trải dài từ phía bắc xuống phía nam nhưng mật độ thấp.
Cầy mangut sọc rộng sống chủ yếu trên mặt đất nhưng cũng quan sát thấy ở trên cây. Chúng sinh hoạt về đêm, với lối sống ít xã hội, có thể theo nhóm gia đình nhỏ. Con mồi của chúng được phỏng đoán là các loài động vật gặm nhấm, các loài vượn cáo nhỏ, và thậm chí cả bò sát, lưỡng cư và động vật không xương sống.

## Hình ảnh

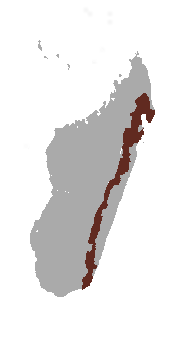